# みっちゃく☆
『みっちゃく☆』は、2002年4月7日から2003年3月30日までテレビ愛知で放送された情報番組。全50回。放送末期ではテレビ愛知栄サテライトスタジオからの生放送。

## 概要
ナビゲーターのケン・マスイが東海3県での生活に役立つ様々な情報を紹介していた日曜午前の情報番組である。
番組は主に、最新の映画情報・音楽情報・行楽情報・グルメ情報などを伝えるエンターテインメントコーナーと、中日ドラゴンズと名古屋グランパスエイトの最新情報を伝えるスポーツコーナーによって構成されていた。中でも、2002年10月に栄にオープンしたオアシス21や、2003年1月にセンチュリー豊田ビル内にオープンした名古屋ピカデリー5・6については積極的に取り上げていた。また、特集するようになった経緯は不明であるが、東京ディズニーランドと東京ディズニーシーで話題になっているアトラクションや、松坂屋名古屋店にあるディズニーストアの販売品を紹介するコーナーも設けていた。このほか、メーカー各社から発売された新商品を番組内で宣伝し、それらを視聴者プレゼントにしていた。

## 放送時間
いずれも日本標準時。
- 日曜 10:50 - 11:30 （2002年4月 - 2002年12月）
- 日曜 10:54 - 11:30 （2003年1月 - 2003年3月）

## 出演者

### ナビゲーター
- ケン・マスイ（ZIP-FMミュージック・ナビゲーター）

### リポーター
- 本保和也（当時テレビ愛知アナウンサー）
- 横井綾子（当時テレビ愛知アナウンサー）
- 高木大介（テレビ愛知アナウンサー）
- 中山美香（当時テレビ愛知アナウンサー）
- 三浦大志（ルーズリーフ）
- 金森純一（ルーズリーフ）